# 백세인생
《백세인생》은 기대수명이 점점 더 늘어나고 있는 오늘날, 저명한 의학자들과 함께 긴 인생을 건강하게 설계해보는 CTS기독교TV의 건강 프로그램이다.

## MC
- 김인후 - 아나운서